# Dyckia rupestris
Dyckia rupestris là một loài thực vật có hoa trong họ Bromeliaceae. Loài này được W.Till & Morawetz mô tả khoa học đầu tiên năm 1990.